# Contea di Dickens
La contea di Dickens (in inglese Dickens County) è una contea dello Stato del Texas, negli Stati Uniti. La popolazione al censimento del 2010 era di 2 444 abitanti. Il capoluogo di contea è Dickens. La contea è stata creata nel 1876 ed in seguito organizzata nel 1891. Sia la contea che la sua sede prendono il loro nome da J. Dickens, morto nella battaglia di Alamo.

## Geografia fisica
| Anno | Popolazione | ±%     |
| ---- | ----------- | ------ |
| 1880 | 28          |        |
| 1890 | 295         | 953,6% |
| 1900 | 1 151       | 290,2% |
| 1910 | 3 092       | 168,6% |
| 1920 | 5 876       | 90,0%  |
| 1930 | 8 601       | 46,4%  |
| 1940 | 7 847       | −8,8%  |
| 1950 | 7 177       | −8,5%  |
| 1960 | 4 963       | −30,8% |
| 1970 | 3 737       | −24,7% |
| 1980 | 3 539       | −5,3%  |
| 1990 | 2 571       | −27,4% |
| 2000 | 2 762       | 7,4%   |
| 2010 | 2 444       | −11,5% |

Secondo l'Ufficio del censimento degli Stati Uniti d'America la contea ha un'area totale di 905 miglia quadrate (2340 km²), di cui 902 miglia quadrate (2331 km²) sono terra, mentre 3,5 miglia quadrate (9,1 km², corrispondenti allo 0,4% del territorio) sono costituiti dall'acqua.

### Strade principali
- U.S. Highway 82 / State Highway 114
- State Highway 70
- State Highway 208

### Contee adiacenti
- Motley County (nord)
- King County (est)
- Kent County (sud)
- Crosby County (ovest)
- Garza County (sud-ovest)
- Floyd County (nord-ovest)
- Cottle County (nord-est)
- Stonewall County (sud-est)

## Comunità
City
- Dickens (capoluogo)
- Spur

Comunità non incorporate
- Afton
- McAdoo